# Camí del Socors
El Camí del Socors és un Bé d'Interès Cultural amb categoria de Lloc Històric situat en el terme municipal de Güímar, a l'illa de Tenerife (Canàries, Espanya). Comunica el nucli urbà de Güímar amb el caseriu del Socors, en la costa. Es tracta d'una històrica ruta per la qual discorre el romiatge del Socors, que se situa sobre antigues vies de transhumància usades per la població indígena i que va estar a punt de desaparèixer per l'avanç del polígon industrial que se situa en el seu marge nord.

## Descripció
El Camí del Socors discorre en sentit est-oest, amb una llargària de 4,6 km i una amplària variable compresa entre els 35 m i els 15 m. S'inicia en l'església Matriu de Sant Pere Apòstol de Güímar passant per la capella de Sant Pere de Baix. La zona objecte de protecció com a BIC arrenca en la confluència del carrer Calvari amb el carrer Tonazo i carrer Llom del Molino, travessant successivament els llocs coneguts com La Asomada, La Planta, Hoya Batista, La Costa, per travessar l'autopista del Sud (TF-1) i vorejar el vessant septentrional de Muntanya Gran, fins a aconseguir el caseriu del Socors.
El primer tram té en l'actualitat un marcat caràcter urbà, en transcórrer pel nucli de Sant Pere de Baix, si bé la via s'emmarca per nombrosos habitatges amb belles façanes i casalots vinculats a les més acabalades famílies güimareres que històricament van fixar la seva residència en ella. A la zona del barri dels Majuelos i El Calvari les construccions tenen un caràcter més popular i recent, destacant la capella de la Santa Creu, coberta per volta de mig canó i rematada per frontó clàssic.
A partir de La Asomada, el Camí s'endinsa en un paisatge agrari, amb nombrosos abancalaments mitjançant murs de pedra seca, en els quals els cultius tradicionals estan sent substituïts per cultius tropicals d'exportació. Són nombroses les cases de camp i xalets moderns que s'alineen en els voltants del traçat. Aconseguida l'autopista TF-1, sortejada mitjançant un pont de recent construcció, el camí adopta una configuració diferent en comptar amb un ferm de terra el traçat de la qual voreja la base del con volcànic de Muntanya Gran limitant al sud amb la Reserva Natural Especial del Malpaís de Güímar. El marge dret del camí mostra un paisatge menys alterat, amb petjades d'antics cultius avui abandonats, mentre que cap al marge esquerre s'aprecia el progressiu avanç de les infraestructures associades al polígon industrial de Güímar, que constitueix el principal factor d'amenaça d'aquest ben cultural. Finalitza en el caseriu del Socors, davant l'ermita del Socors del mateix nom.
En alguns trams del camí apareixen petites superfícies empedrades, l'origen del qual és relativament recent, coincidint amb l'explotació agrícola intensiva que va conèixer aquesta zona en les dècades centrals del segle xx.

## Galeria

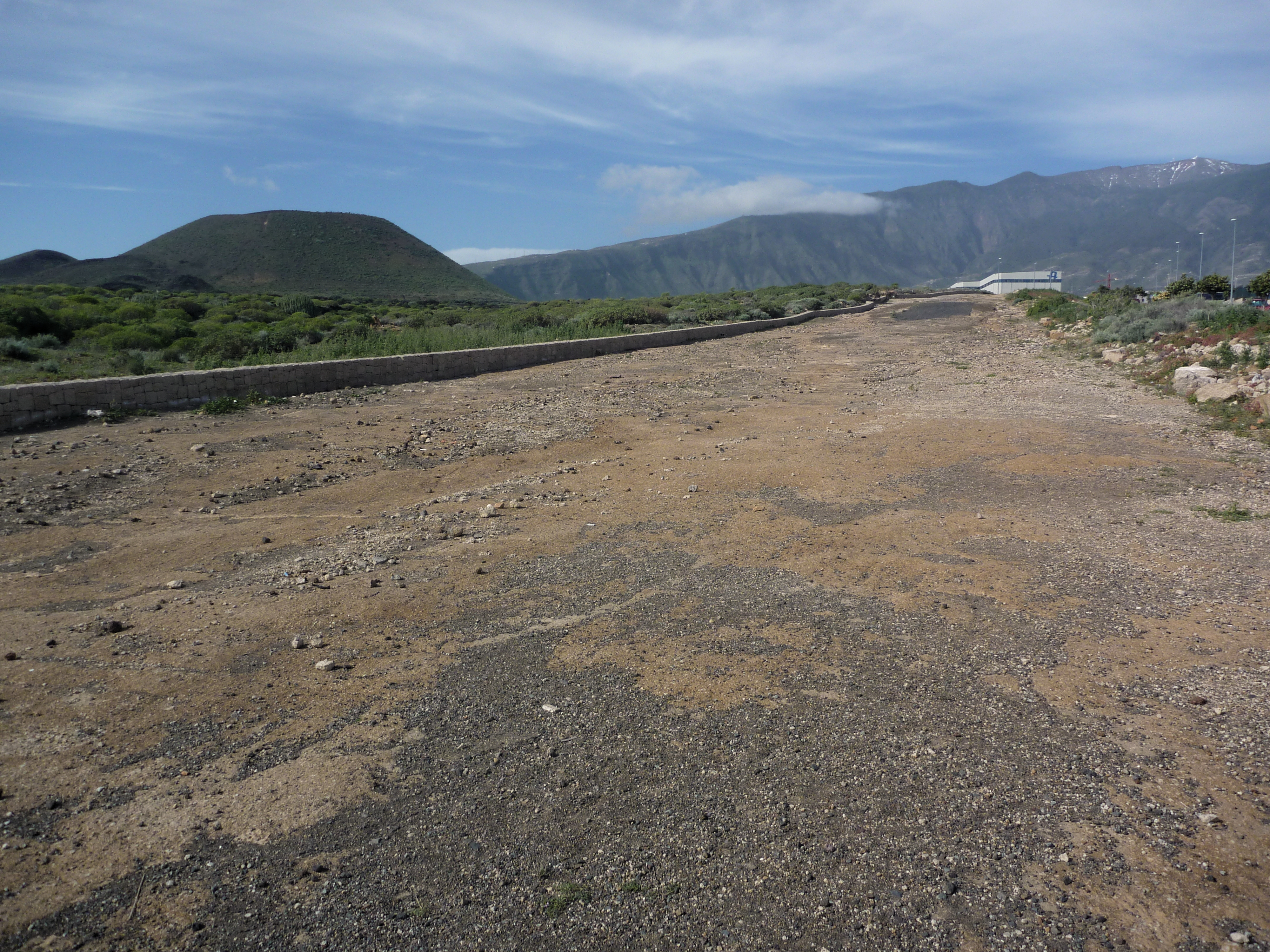
Camí del Socors.
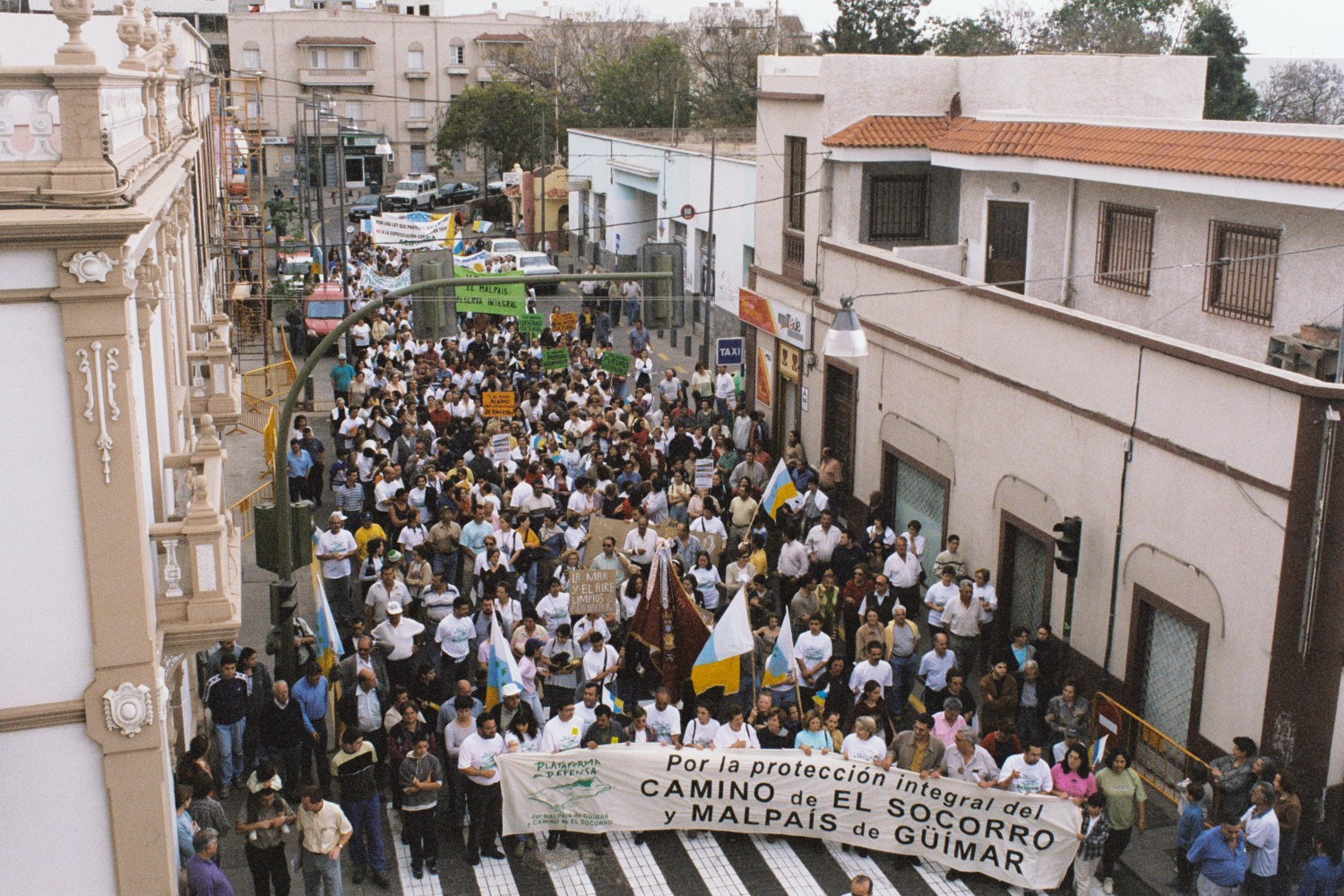
Manifestació al Socors.